# 157141 Sopron
157141 Sopron è un asteroide della fascia principale. Scoperto nel 2004, presenta un'orbita caratterizzata da un semiasse maggiore pari a 2,5775670 UA e da un'eccentricità di 0,1155107, inclinata di 15,67198° rispetto all'eclittica.
L'asteroide è dedicato all'omonima città dell'Ungheria.